# Grand Soir 3
Ne doit pas être confondu avec Soir 3.
Le Grand Soir 3 est un journal télévisé français diffusé du lundi au jeudi à partir de 22 heures 40 sur France 3 du 25 mars 2013 au 1er février 2018.

## Format
Le Grand Soir 3 est composé de trois parties d'une durée d'environ 20 minutes chacune. Tout d'abord, les actualités internationales et nationales sont présentées par Patricia Loison. Elle dévoile ensuite la revue de presse locale et nationale du lendemain puis des informations régionales sont diffusées. 
Louis Laforge prend la suite de l'émission avec un débat ayant un lien avec cette actualité. Une question est par ailleurs posée dans la journée aux internautes pour connaître leur avis.
Enfin, une rubrique culturelle clôt l'émission avec un thème régulier :
- lundi (en alternance) :
  - Europe, préparée et présentée par Véronique Auger accompagné du correspondant français à Bruxelles, Pascal Verdeau et des correspondants européens à Paris
  - Reportage Long Format

## Historique
Afin de faire face à un budget plus restreint sur son antenne, France Télévisions décide de modifier la grille de programmes de France 3 en soirée afin de réaliser des économies. Il est alors décidé de supprimer ou de déplacer tous les programmes de deuxième partie de soirée de la chaîne. Par conséquent, l'émission Ce soir (ou jamais !) est renvoyée sur France 2 le vendredi à 22 heures 30. 
Dans le même temps, il est décidé de réaménager le journal Soir 3 en semaine et de l'étoffer pour remplir cette case de la grille des programmes devenue vide : le Grand Soir 3 voit le jour. Ces changements ne concernent pas le journal présenté le week-end.
À la suite de l'éviction de Louis Laforge en juin 2015, Patricia Loison présente seule Grand Soir 3. Après le départ de celle-ci en juin 2016, Francis Letellier reprend la présentation du journal.

## Présentateurs
- Du 25 mars 2013 au 26 juin 2015 : Patricia Loison et Louis Laforge[2]
- Du 29 juin 2015 au 28 juin 2016 : Patricia Loison
- Du 5 septembre 2016 au 1er février 2018 : Francis Letellier

### Remplaçants
- Remplaçant de Louis Laforge : 
  - Dominique Mari (octobre 2013-juillet 2014)
  - Anne Bourse (décembre 2014-décembre 2017)

- Remplaçante de Patricia Loison
  - Emmanuelle Lagarde (octobre 2013-avril 2017)
  - Camille Boudin (août 2015)
  - Stéphane Lippert (décembre 2015, avril 2016 et février et juin 2017)

- Remplaçant de Francis Letellier
  - David Boéri (31 octobre au 3 novembre 2016)
  - Karine Sigaud-Zabulon (août 2017)

## Audiences
Lundi 10 novembre 2014, le journal réalise sa meilleure audience avec 1 300 000 de téléspectateurs et 9,5 % de part du marché (un record d'audience absolu pour cette année)[réf. nécessaire].